# 战地军事法庭

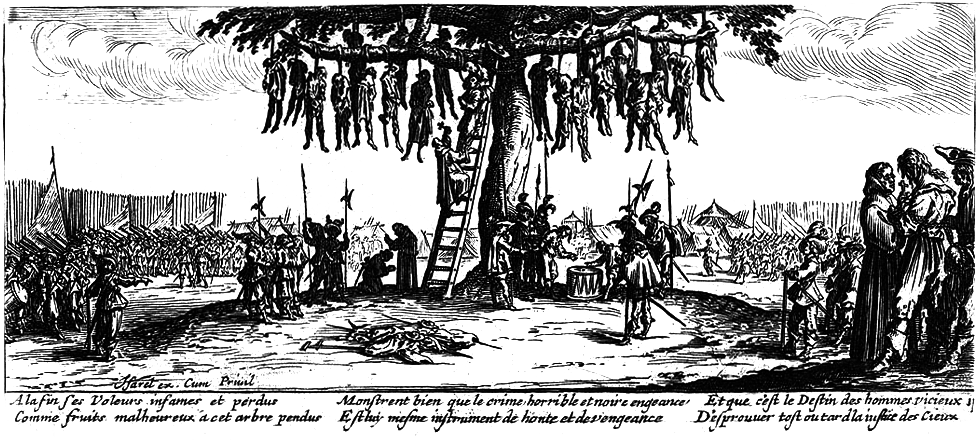
三十年戰爭中的戰地軍事法庭

战地军事法庭是一种在战区进行简易审判的法庭，专门审理发生于战地的罪案。战地军事法庭的惩罚对象都是士兵中的怯懦、抗命者；相反地，还有行事鲁莽者，最后还有酗酒者，他们的长官也会连带受罚。而惩罚手段通常都是鞭笞或绞刑。